# 危地馬拉冷杉
危地馬拉冷杉（学名：Abies guatemalensis）是原產於中美洲的一種常綠樹，也是冷杉屬分佈最南的物種。其种加词“guatemalensis”意为“危地马拉的”。它們分佈在由墨西哥南部至洪都拉斯及薩爾瓦多。由於砍伐及棲息地的破壞，它們受到威脅及受《瀕危野生動植物種國際貿易公約》附錄一的保護。

## 特徵
危地馬拉冷杉是一種松樹，高20-35米，樹圍60-90厘米。樹枝大部份都是橫生的。樹皮呈黑褐色，分成很多片。小枝呈紅褐色至黑紅色，及有軟毛。芽呈球卵狀，有樹脂，約長5毫米。葉子像梳子般排列，頂面呈深綠色，底面呈灰綠色。葉子長1.5-5.5厘米及闊1.2-2毫米。葉子頂面一般都沒有氣孔，但在底部卻有8-10列。葉子有兩道樹脂溝，頂端有鋸齒。雌毬果呈圓柱狀，頂端尖至平，呈黃褐色，長8-11厘米及闊4-4.5厘米，花朵紫色。苞片隱藏，呈楔狀。種子呈淺褐色，長9毫米，翼長1.5厘米。

## 分類
危地馬拉冷杉有兩個已知的變種，稱為：
- A. g. var. guatamalensis是模式變種，生長在大部份的分佈地，如瓜地馬拉、薩爾瓦多、洪都拉斯及墨西哥南部的恰帕斯州、科利馬州、格雷羅州、瓦哈卡州及塔毛利帕斯州。[3]
- A. g. var.  jaliscana只分佈在北部，即墨西哥的哈利斯科州、米卻肯州、納亞里特州及錫那羅亞州。[4]

## 生態
由於砍伐及失去棲息地，危地馬拉冷杉被世界自然保護聯盟列為瀕危。它們需要生長在肥沃的土壤上，要與當地的農業競爭。1940年代前它們還很普遍。有指它們在洪都拉斯仍很普遍，但卻沒有足夠的數據支持。一些證據指它們在瓜地馬拉的分佈就不多於3公頃。加上松果的長成並不規律，而發芽情況也很差，故情況並不樂觀。在瓜地馬拉托托尼卡潘的森林中存有最大量的危地馬拉冷杉，但也同樣受到非法砍伐的威脅。故此，它們現正受到《瀕危野生動植物種國際貿易公約》附錄一的保護。